# Elvis Mashike
Elvis Mashike Sukisa (Kinshasa, 6 giugno 1994) è un calciatore congolese (Repubblica Democratica del Congo), attaccante del Komárno.

## Carriera
Il 19 giugno 2022 viene tesserato dall'Ħamrun Spartans, nel campionato maltese. Il 7 luglio esordisce nelle competizioni europee contro l'Alaškert, incontro preliminare valido per l'accesso alla fase a gironi di UEFA Europa Conference League.

## Statistiche

### Presenze e reti nei club
Statistiche aggiornate al 29 gennaio 2023.
| Stagione               | Squadra                | Campionato             | Campionato | Campionato | Coppe nazionali | Coppe nazionali | Coppe nazionali | Coppe continentali | Coppe continentali | Coppe continentali | Altre coppe | Altre coppe | Altre coppe | Totale | Totale |
| Stagione               | Squadra                | Comp                   | Pres       | Reti       | Comp            | Pres            | Reti            | Comp               | Pres               | Reti               | Comp        | Pres        | Reti        | Pres   | Reti   |
| ---------------------- | ---------------------- | ---------------------- | ---------- | ---------- | --------------- | --------------- | --------------- | ------------------ | ------------------ | ------------------ | ----------- | ----------- | ----------- | ------ | ------ |
| 2012-mar. 2013         | Slovan Galanta         | 3L                     | 6          | 2          | CC              | 0               | 0               | -                  | -                  | -                  | -           | -           | -           | 6      | 2      |
| mar.-giu. 2013         | Baník Ružiná           | 2L                     | 7          | 0          | CC              | -               | -               | -                  | -                  | -                  | -           | -           | -           | 7      | 0      |
| 2013-2014              | Sereď                  | 3L                     | 18         | 7          | CC              | 1               | 0               | -                  | -                  | -                  | -           | -           | -           | 19     | 7      |
| 2016-gen. 2017         | Lokomotíva Zvolen      | 2L                     | 16         | 6          | CS              | 0               | 0               | -                  | -                  | -                  | -           | -           | -           | 16     | 6      |
| gen.-giu. 2017         | Loko Vltavín           | 3L                     | 17         | 13         | CC              | -               | -               | -                  | -                  | -                  | -           | -           | -           | 17     | 13     |
| 2017-2018              | Dyn. Č. Budějovice     | 2L                     | 27         | 7          | CC              | 1               | 0               | -                  | -                  | -                  | -           | -           | -           | 28     | 7      |
| 2018-feb. 2019         | Slovan Liberec         | 1L                     | 13         | 1          | CC              | 1               | 0               | -                  | -                  | -                  | -           | -           | -           | 14     | 1      |
| feb.-giu. 2019         | Viktoria Žižkov        | 2L                     | 14         | 4          | CC              | -               | -               | -                  | -                  | -                  | -           | -           | -           | 14     | 4      |
| 2019-gen. 2020         | Slavoj Vyšehrad        | 2L                     | 9          | 0          | CC              | 1               | 0               | -                  | -                  | -                  | -           | -           | -           | 10     | 0      |
| gen.-giu. 2020         | Slovan Liberec         | 1L                     | 3+2        | 0          | CC              | 0               | 0               | -                  | -                  | -                  | -           | -           | -           | 5      | 0      |
| Totale Slovan Liberec  | Totale Slovan Liberec  | Totale Slovan Liberec  | 16+2       | 1          |                 | 1               | 0               |                    | -                  | -                  |             | -           | -           | 19     | 1      |
| 2020-2021              | Viktoria Žižkov        | 2L                     | 19         | 8          | CC              | 1               | 0               | -                  | -                  | -                  | -           | -           | -           | 20     | 8      |
| Totale Viktoria Žižkov | Totale Viktoria Žižkov | Totale Viktoria Žižkov | 33         | 12         |                 | 1               | 0               |                    | -                  | -                  |             | -           | -           | 34     | 12     |
| 2021-gen. 2022         | Senica                 | SL                     | 16         | 7          | CS              | 2               | 1               | -                  | -                  | -                  | -           | -           | -           | 18     | 8      |
| gen.-mar. 2022         | Žilina                 | SL                     | 2+1        | 0          | CS              | 2               | 0               | -                  | -                  | -                  | -           | -           | -           | 5      | 0      |
| 2022-2023              | Ħamrun Spartans        | PL                     | 17         | 11         | CM              | 1               | 2               | UECL               | 8                  | 0                  | -           | -           | -           | 26     | 13     |
| Totale carriera        | Totale carriera        | Totale carriera        | 187        | 66         |                 | 10              | 3               |                    | 8                  | 0                  |             | -           | -           | 205    | 69     |

## Palmarès

### Club

#### Competizioni nazionali
- Campionato maltese: 1

Ħamrun Spartans: 2022-2023